# Premio Nacional de Investigación Juan de la Cierva
El Premio Nacional de Investigación Juan de la Cierva es un premio de Transferencia de tecnología convocado por el Ministerio de Ciencia, Innovación y Universidades de España que entrega SM el Rey en el Palacio Real. Recibe el nombre de Juan de la Cierva y Codorníu, ingeniero español que inventó el autogiro, un tipo de aeronave que se considera precursor del actual helicóptero.
El premio se instauró en 2001 y pertenece junto con otros nueve premios a los Premios Nacionales de Investigación. La dotación asciende a 30.000 €.
El objetivo de todos estos premios es el reconocimiento de los méritos de las científicos o investigadores españoles que realizan «una gran labor destacada en campos científicos de relevancia internacional, y que contribuyan al avance de la ciencia, al mejor conocimiento del hombre y su convivencia, a la transferencia de tecnología y al progreso de la Humanidad».

## Premiados
| Año  | Investigador               | Trabajo |
| ---- | -------------------------- | --- |
| 2001 | Agustín Escardino Benlloch | Transferencia de tecnología desarrollada en estrecha colaboración entre el sistema público de investigación y la industria cerámica.                   |
| 2003 | Antonio Luque López        | Energía fotovoltaica, tecnologías de fabricación de células solares, a la aplicación de las energías renovables                                        |
| 2005 | Ignacio Fernández de Lucio | I+D |
| 2007 | Daniel Ramón Vidal         | Biotecnología de alimentos, en contexto de aplicación, su transferencia al sector empresarial                                                          |
| 2009 | Alfonso Miguel Gañán Calvo | Física de fluidos, particularmente el fenómeno flow focusing y la física del electrospray                                                              |
| 2011 | Antonio Hernando Grande    | Carrera profesional, actividad investigadora creación del Instituto de Magnetismo Aplicado                                                             |
| 2018 | Pablo Artal Soriano        | Por sus contribuciones pioneras en la utilización de métodos innovadores para la evaluación y corrección de la visión y su impacto en la salud ocular. |
| 2020 | Laura M. Lechuga Gómez     | Por su contribución innovadora a los métodos de diagnóstico a través de proyectos pioneros como el desarrollo de las plataformas tipo "lab-on-a-chip". |
| 2022 | Ana Martinez Gil           | Por sus aportaciones en el campo del diseño y desarrollo de fármacos para enfermedades neurodegenerativas e infecciosas.                               |